# Tulsipur (Indie)
Tulsipur – miasto w północnych Indiach w dywizji Devipatan w stanie Uttar Pradesh, na Nizinie Hindustańskiej. Populacja miasta w 2001 roku wynosiła 21 234 mieszkańców.
W bloku Tulsipur we wsi Siktihwa (Sirsia Rd, 5 km do Tulsipuru) zlokalizowana jest świątynia Dewipatan. Odbywają się tu corocznie festiwale wiosennego Nawaratri z udziałem joginów z nurty nathasampradaja z Nepalu.